# فيل الغابات الإفريقي
فيل الغابات الإفريقي (الاسم العلمي: Loxodonta cyclotis) (بالإنجليزية: African Forest Elephant)‏ هو نوع من الحيوانات يتبع جنس الفيل الإفريقي من فصيلة الفيلة.